# Метацентр

Центр ваги (SC), центр плавучості (SW) і метацентр(MC) тіла частково зануреного в рідину.

Метаце́нтр (рос. метацентр; англ. metacenter; нім. Metazentrum n) — точка перетину вертикальної прямої лінії, що проходить через центр плавучості (центр ваги витиснутої судном води), із площиною симетрії цього судна; чим вище знаходиться метацентр над центром ваги судна, тим воно стійкіше.
Метацентр є центром кривини траєкторії, по якій рухається центр величини (центр водотоннажності) в процесі нахилення судна.
При малих нахилах судна (приблизно, до 10°) метацентр можна вважати нерухомим, при великих нахилах метацентр починає зміщуватися. Піднесення метацентра над центром ваги судна називається метацентричною висотою.
У теорії корабля розрізняють два метацентри:
- При нахиленні судна в поперечній площині (крен) — метацентр називається поперечним, або малим.
- При нахиленні судна в поздовжній площині (диферент) — метацентр називається поздовжнім, або великим.

На практиці судно зазнає нахилу в обох площинах, і якщо визначити для цього випадку метацентр, то він буде лежати вище за поперечний, але нижче від поздовжнього метацентра. З цієї точки зору метацентричні висоти, що розглядаються в теорії, є граничними.
(на малюнку справа невірно зображено положення корпусу судна при переміщенні центру плавучості . Нахил у першому випадку маε бути значно більшим.)